# Colline Stréfi
La colline Stréfi (en grec moderne : Λόφος Στρέφη) est une colline calcaire et un parc naturel urbain, située dans la capitale grecque d'Athènes. Elle est à la frontière du quartier de Neápoli et d'Exárcheia, au nord-ouest du mont Lycabette. Son premier nom était Anchesmós (en grec moderne : Αγχεσμός). Elle s'élève à environ 150 m d'altitude.

## Histoire

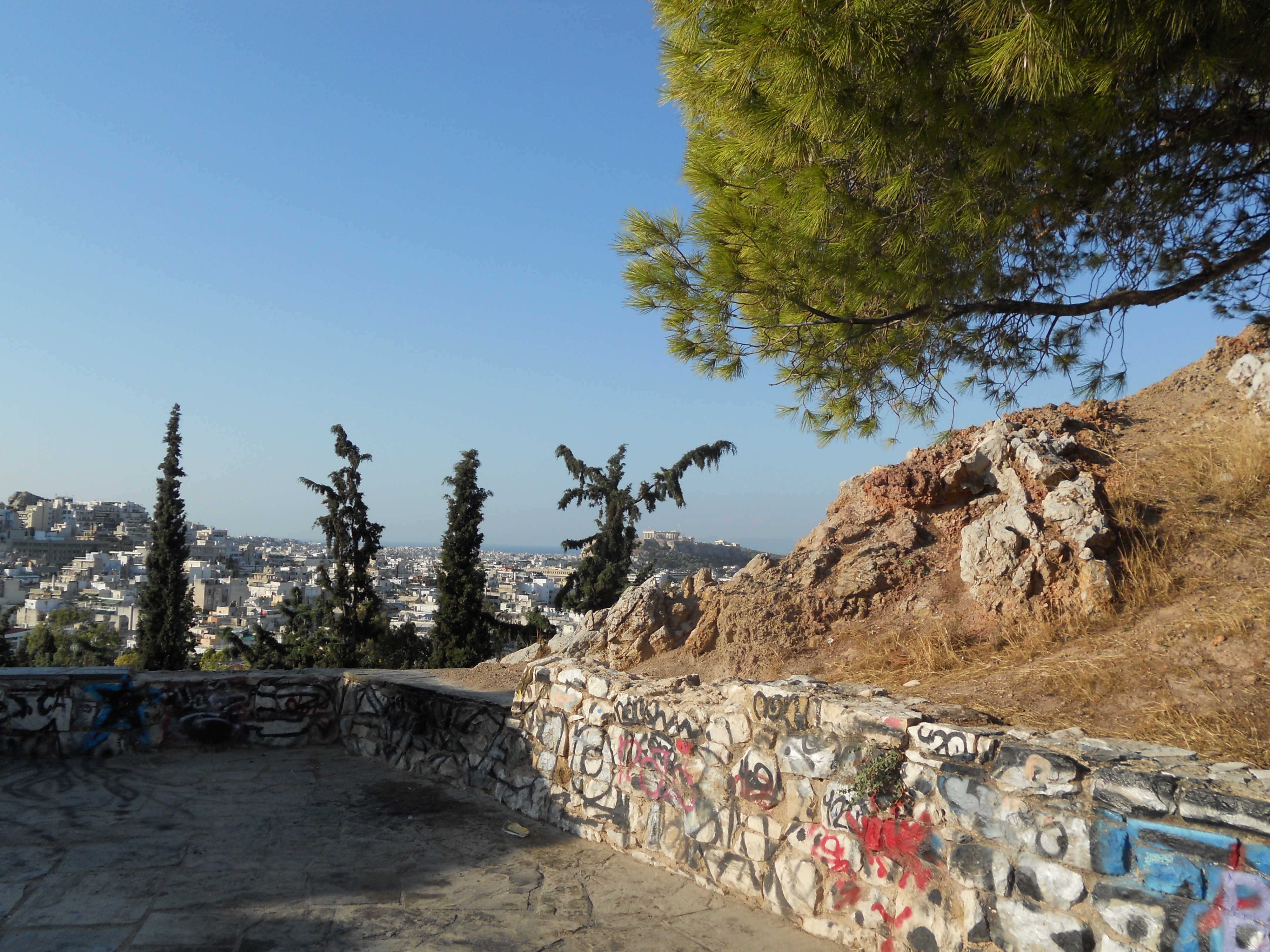
Vue depuis la colline Stréfi.

Durant le XIXe et au début du XXe siècle, la colline appartenait à la famille Stréfis, qui y exploite une carrière de pierre, jusque dans les années 1920. Après la fermeture de la carrière et la plantation d'arbres, la zone a été ouverte au public en 1938, ce qui en fait une destination populaire pour les sorties. En 1963, les Stréfis font don de la colline à la ville d'Athènes.

## Aménagements
La colline Stréfi offre une végétation luxuriante, des sentiers sinueux et des terrasses avec vue sur l'acropole et Lykavittos. En haut de la colline, il y a un petit théâtre en plein air, un terrain de basket-ball, une aire de jeux et une cafétéria.